# Korelîci, Peremîșleanî
Korelîci (în ucraineană Кореличі) este localitatea de reședință a comunei Korelîci din raionul Peremîșleanî, regiunea Liov, Ucraina.

## Demografie
Componența lingvistică a localității Korelîci
     Ucraineană (99,91%)
     Alte limbi (0,09%)
Conform recensământului din 2001, majoritatea populației localității Korelîci era vorbitoare de ucraineană (99,91%), existând în minoritate și vorbitori de alte limbi.